# 利普尼亞克
50°56′54″N 34°53′11″E / 50.94833°N 34.88639°E
利普尼亞克（烏克蘭語：Липняк）是位於烏克蘭東北部的村莊，由蘇梅州蘇梅區的蘇梅市鎮負責管轄。該村分別距離大切爾內奇納0.5公里和普肖爾河1.5公里，海拔高度128米，2001年人口122。